# 日日好食光
《日日好食光》，製作人吳怡然，是由導演黃克襄所執導，描述楊英美、邵惠美、李美玉三位慈濟師姊真實人生電視劇，該劇於2024年10月8日開鏡，參與的演員包含范瑞君、張詩盈、林筳諭。劇本沿用被導演陳保中指控遭大愛腰斬的作品《姊的魔法廚房》。

## 外部連結
- 大愛劇場的Facebook專頁
- 大愛劇場搶先看的Facebook專頁